# سيرا دي دارو
بلدية سيرا دي دارو (بالإسبانية: Serra de Daró) هي بلدية تقع في مقاطعة جرندة التابعة لمنطقة كتالونيا شمال شرق إسبانيا.

## الديموغرافيا
بلغ عدد سكان بلدية سيرا دي دارو 209 نسمة عام 2011 (وفقاً للمعهد الوطني الإسباني للإحصاء).
| 174 | 180 | 178 | 177 | 190 | 194 | 209 |